# ヴァレンズエラ駅
ヴァレンズエラ駅(タガログ語: Estasyong daangbakal ng Valenzuela)はフィリピン国鉄北方本線の鉄道駅。フィリピン国鉄の前身時代から旅客貨物両方に使われてきた。
北方本線の再建が進んでおり、ヴァレンズエラ市内の駅として再建される予定である。

## 歴史
もともとはマニラと北ルソンを結ぶ鉄道路線の駅であり、スペインのマニラ-ダグパン鉄道 (Ferrocarril de Manila-Dagupan) によって建設され、1891年3月24日にポロ駅 (Polo) として開業した。
ポロ駅はアントニオ・ルナ将軍が米比戦争の際にアメリカ人に対する防衛を計画した場所であり、旧駅の建物にそれを記した案内板が残っている。
その後、1980年代から北方本線が運用区間を短くする中でも運営が続けられていたが、1997年にメイカウアヤンまでの運行が終了した際にこの駅の利用も終わっている。
2000年代に入ると、かつての鉄道敷設権を利用してパンパンガ州からマニラを結ぶ鉄道路線を再建する"旧ノースレール計画"で再建されることになっていた。計画は2007年に開始されたものの、さまざまな問題から2011年には中止となっている。資金問題などから中国が計画への開発援助資金の提供を止め、交渉後もこの計画は再開されなかった。

### 再建
ヴァレンズエラ新駅は現在の新ノースレース計画でニュー・クラーク・シティーとマニラを結ぶ大量旅客輸送のためのマニラ-クラーク間の南北通勤鉄道における最初の6駅の1つになる予定である。旧駅より北側に建設される予定となっており、新ノースレール計画は2021年中の完成を見込んでいる。
運用されている首都圏北部通勤路線のガバナー・パスカル駅と同様、新ノースレールを新設する前の復旧の目標になる可能性がある。北方本線は、ヴァレンズエラに向かう道のりがNLEX10.1工区の建設と重なっている。NLEXは2019年3月1日にオープンしているが、タラハン川を渡る古い鉄道橋が老朽化とNLEXの建設用の更地化で解体されたため、ヴァレンズエラに運用を伸ばすためにはその再建が不可避であり、再建してヴァレンズエラ駅までの運行を再開するための検討が始まっている。

## ギャラリー

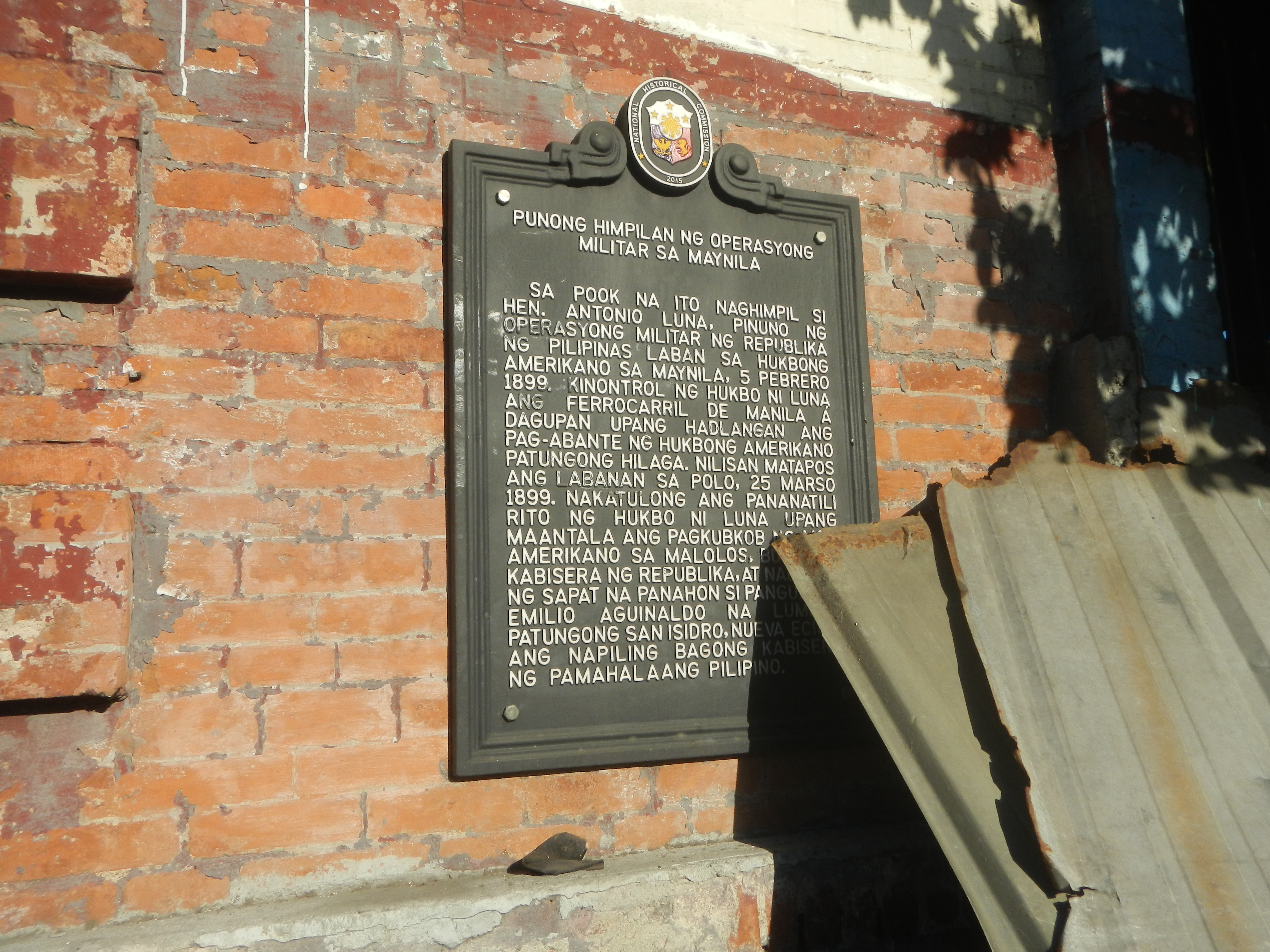
旧駅の案内板1
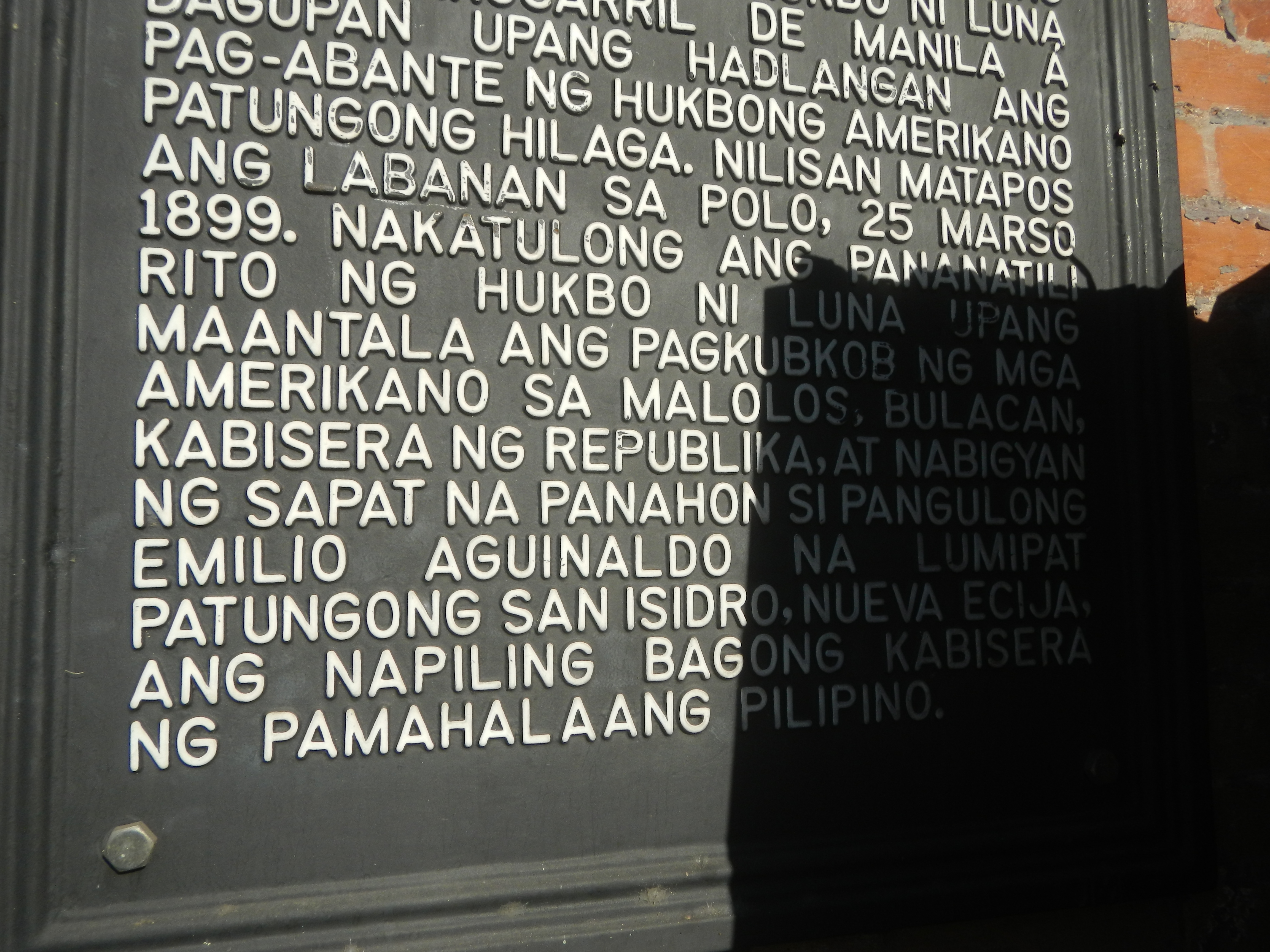
旧駅の案内板2